# Sarina Singh
Sarina Singh es una escritora y autora de viajes australiana. Ha publicado en una amplia gama de periódicos y revistas internacionales y ha sido autora principal y columnista de la editorial de viajes Lonely Planet.

## Primeros años de vida
El padre de Singh llegó a Australia en 1955 para estudiar medicina en la Universidad de Melbourne. En un editorial, Singh escribió que cuando su padre llegó a Australia desde la India a través de Fiyi, adonde su propio padre había trasladado a la familia tras la Primera Guerra Mundial, Australia todavía "se regía por la ahora famosa política de la Australia blanca". Se describió a sí misma como "una australiana de ascendencia india, que ha vivido en Melbourne la mayor parte de su vida". Singh también escribió que sus padres valoraban la educación de calidad y que ella y sus hermanos fueron educados en colegios privados de Melbourne. Ella estudió en la prestigiosa Lauriston Girls' School de Melbourne y sus hermanos asistieron al Scotch College. Sus dos hermanos son doctores en medicina.

## Carrera como escritora
Singh ha colaborado en unos 50 libros de Lonely Planet (normalmente como autora principal), incluidas muchas ediciones de la guía más vendida de la India, así como de Rajastán, la Australia aborigen y las islas del Estrecho de Torres, el norte de la India, Mauricio, Reunión y Seychelles, Pakistán y la carretera del Karakórum, el sur de la India, Australia y Nueva Zelanda, Delhi, Melbourne, Sídney y África. Ha sido entrevistada por docenas de emisoras, entre ellas la BBC y la ABC, por su experiencia en viajes. También ha escrito artículos sobre viajes para varias publicaciones mundiales, como National Geographic Traveler y Condé Nast Traveller. National Geographic se refiere a Singh como una "experta en la India". El Maharana Arvind Singh Mewar de Udaipur encargó a Singh que escribiera Polo in India: a tribute to Maharaj Prem Singh.

## Beyond the Royal Veil
En 2002, Singh coescribió y codirigió un programa documental de televisión de 52 minutos, Beyond the Royal Veil. [3] El documental, una coproducción germano-australiana para la cadena de televisión pública australiana SBS, está ambientado en la India y muestra los cambios en el papel de dos familias reales de antiguos estados principescos y los retos a los que se enfrentan para seguir siendo viables en la India actual. El documental se estrenó en el Festival Internacional de Cine de Melbourne, antes de proyectarse en la televisión de Alemania y en la SBS de Australia.

## Publicaciones
- Singh, Sarina, et al., India (Lonely Planet Country Guide), Lonely Planet, trade paperback, 1244 pages, 13th Updated edition (1 October 2009), ISBN 978-1-74179-151-8
- Singh, Sarina, et al., South India (Lonely Planet Regional Guide), Lonely Planet, trade paperback, 576 pages, 5th edition (1 October 2009) ISBN 978-1-74179-155-6
- Singh, Sarina, et al., Pakistan & the Karakoram Highway (Country Guide), Lonely Planet, trade paperback, 432 pages, 7th edition (1 May 2008), ISBN 978-1-74104-542-0
- Singh, Sarina, et al., Aboriginal Australia & the Torres Strait Islands: Guide to Indigenous Australia, Lonely Planet (July 2001), trade paperback, 448 pages, ISBN 978-1-86450-114-8
- Singh, Sarina, et al., Lonely Planet Citiescape Delhi, Lonely Planet, (October 2006), hardcover, 93 pages, ISBN 978-1-74104-936-7
- Singh, Sarina, et al., Lonely Planet India: Haryana & Punjab, Lonely Planet (1 September 2009), (kindle re-release from India.)
- Singh, Sarina, et al., Lonely Planet Mauritius, Reunion & Seychelles, Lonely Planet (February 2001), trade paperback, 336 pages, 4th edition, ISBN 978-0-86442-748-9
- Singh, Sarina, et al., contributors; Sacred India, Lonely Planet (1999), hardcover, 166 pages, ISBN 978-1-86450-063-9
- Singh, Sarina, et al., India: Essential Encounters, September 2010, hardcover, ISBN 978-0-646-53051-2

,   

## Libros
- Polo in India: A Tribute to Maharaj Prem Singh, Roli Books, ISBN 978-81-7436-093-9
- India: Essential Encounters, commissioned by Richard I’Anson,  ISBN 978-0646530512